# 格拉布敦 (北卡羅萊納州約翰斯頓縣)
格拉布敦（英語：Grabtown）是位於美國北卡羅萊納州約翰斯頓縣的非建制地區。

## 地理
格拉布敦所處的海拔為高於海平面8米（即26英呎），而該地所採用的時區為UTC-5，即北美东部时区（EST）。同時該地設有夏令時間，為UTC-5調快一小時，即UTC-4（EDT）。